# Kieler Schule
Als Kieler Schule bezeichnet man eine Gruppe nationalsozialistischer Rechtswissenschaftler, die zur Zeit des Nationalsozialismus an der Christian-Albrechts-Universität zu Kiel gewirkt haben.
An der Kieler Universität, die im NS-Sprachgebrauch „Grenzlanduniversität des nordischen Raumes Kiel“ genannt wurde, mussten nach der nationalsozialistischen Machtergreifung überdurchschnittlich viele jüdische und politisch unliebsame Professoren ihre Stelle verlassen. Ohne neue Professorenstellen zu schaffen, bot sich nun durch zielgerichtete Neubesetzung der Lehrstühle mit jungen systemkonformen Rechtswissenschaftlern die Möglichkeit, aus der Fakultät eine Art nationalsozialistische Musterfakultät („Stoßtruppfakultät“) zu schaffen, die der nationalsozialistischen Idee der „Rechtserneuerung“ dienen sollte.

## Angehörige und Entstehung der Kieler Schule

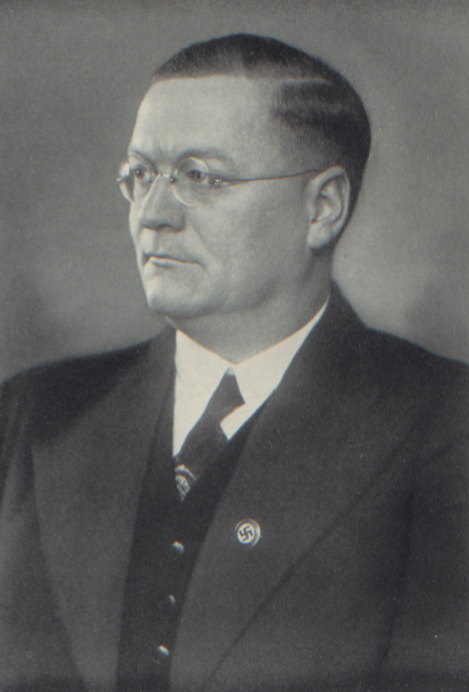
Paul Ritterbusch Ende der 1930er Jahre

Die erforderliche Handhabe für die angestrebte personelle Neubesetzung der Lehrstühle der Kieler rechtswissenschaftlichen Fakultät mit Nationalsozialisten boten das „Gesetz zur Wiederherstellung des Berufsbeamtentums“ vom 7. April 1933 sowie das „Gesetz über die Entpflichtung und Versetzung von Hochschullehrern aus Anlass des Neuaufbaus des deutschen Hochschulwesens“ vom 31. Januar 1935. Diese Gesetze ermöglichten es, Professoren sowohl aus „rassischen“ als auch aus „politischen“ Gründen zu entlassen.
Die folgenden Juraprofessoren wurden aufgrund der oben erwähnten Gesetze – weil jüdischer Abkunft und/oder demokratisch bzw. kommunistisch gesinnt oder pazifistisch oder gegen den Nationalsozialismus eingestellt – abberufen oder frühpensioniert, bzw. verließen die Universität Kiel aufgrund äußeren und inneren – teilweise auch von der Kieler Studentenschaft und von Kollegen ausgehenden – Drucks:
- Walther Schücking (Völkerrecht)
- Hermann Kantorowicz (Strafrecht), Autor einer Untersuchung, die Deutschland die Mitschuld am Beginn des Ersten Weltkrieges zuschrieb, Anhänger der Freirechtsschule – Unabhängigkeit des Richters vom Gesetz
- Hans von Hentig (Strafrecht), „Nationalbolschewist“, Mitwirkung an einem geplanten KPD-Umsturz, 1935 Emigration in die USA
- Werner Wedemeyer (Zivilrecht), Anhänger des Theorems von Hermann Kantorowicz
- Gerhart Husserl (Zivilrecht und Rechtsphilosophie)
- Karl Rauch (Rechtsgeschichte)
- Otto Opet (Zivilrecht), Abberufung aufgrund von jüdischer Abstammung und Mitgliedschaft im Reichsbanner Schwarz-Rot-Gold bzw. demokratischen Ansichten
- Heinrich Hoeniger (Zivilrecht), abberufen aufgrund nicht arischer Herkunft
- Fritz Poetzsch-Heffter (Staatsrecht)

Zu den neu auf die Lehrstühle berufenen, zuverlässig nationalsozialistisch gesinnten  Dozenten, die die Kieler Schule bilden sollten, zählten:
- Karl Larenz (Zivilrecht und Rechtsphilosophie)
- Ernst Rudolf Huber (Staatsrecht)
- Georg Dahm (Strafrecht)
- Karl Michaelis (Zivilrecht)
- Franz Wieacker (Zivilrecht)
- Karl August Eckhardt (Rechtsgeschichte)
- Friedrich Schaffstein (Strafrecht)
- Paul Ritterbusch (Verfassungs-, Verwaltungs- und Völkerrecht)
- Wolfgang Siebert (Zivilrecht und Arbeitsrecht)

Karl August Eckhardt lehrte zwar nur kurzfristig (von 1933 bis zum 21. März 1934) selbst an der Universität Kiel. Dennoch übte er mit Hilfe seines Ministerial-Amtes einen überragenden Einfluss auf die personelle Besetzung und die inhaltlichen Positionen der Kieler Schule aus. Als Hauptreferent der Hochschulabteilung des Wissenschaftsministeriums für die Fächer Recht, Staat, Politik, Wirtschaft und Geschichte sorgte er von Berlin aus unter anderem dafür, dass Hans von Hentig durch Friedrich Schaffstein ersetzt wurde. Eckhardt war Herausgeber der zum Zwecke der „Rechtserneuerung“ 1936 neu gegründeten Zeitschrift „Deutsche Rechtswissenschaft“, die als Sprachrohr zur Verbreitung der Ideen der Kieler Schule diente.
Durch die personalpolitischen Maßnahmen verjüngte sich das Durchschnittsalter der an der rechtswissenschaftlichen Fakultät Kiel tätigen Professoren von 53 Jahren im Jahre 1933 auf knapp 35 Jahre im Jahre 1935.
Ebenfalls im Zusammenhang mit der Kieler Schule steht die von Karl August Eckhardt organisierte Dozentenakademie im Kitzeberger Lager. In diesem Gemeinschaftslager an der Kieler Bucht kamen nationalsozialistische Juristen zusammen, um über die völkische Rechtserneuerung zu referieren. Die im Kitzeberger Lager gehaltenen Referate wurden ein Jahr später im ersten Band der neu erschienenen Zeitschrift „Deutsche Rechtswissenschaft“ veröffentlicht. Neben den Kieler Rechtswissenschaftlern kamen hierhin von außerhalb:
- Heinrich Lange (Breslau)
- Hans Thieme (Breslau)
- Hans Würdinger (Breslau)
- Theodor Maunz (Freiburg)
- Heinrich Henkel (Marburg)
- Reinhard Höhn (Heidelberg)

Einer der Teilnehmer des Kitzeberger Lagers – Franz Wieacker – fasste die Atmosphäre der Veranstaltung folgendermaßen zusammen:

„Wanderungen, Ausmärsche, Frühsport und die kleinsten Ereignisse des Lagerlebens schufen die Entspannung und die kameradschaftliche Beziehung, in der die Übereinstimmung im Denken sich zur kämpfenden Arbeitsgemeinschaft vertieft.“

## Lehre
Inhaltlich und weltanschaulich waren die Mitglieder der Kieler Schule sehr eng aufeinander abgestimmt, ihre Mitglieder bemühten sich stärker als andernorts darum, die nationalsozialistische Doktrin, das völkische Denken und die Rassenideologie im Recht zu verankern. Der Kieler Rechtshistoriker Jörn Eckert sprach davon, dass sowohl hinsichtlich der Ansatzpunkte, von denen ausgegangen werden sollte, als auch hinsichtlich der Arbeitsmethoden eine weitgehende Übereinstimmung geherrscht habe.  Zumindest von ihrem Selbstverständnis her hatten sie dabei das Ziel, die bestehende Rechtswissenschaft nicht lediglich im nationalsozialistischen Sinne zu „überarbeiten“, sondern eine gänzlich „neue Rechtswissenschaft“ zu begründen. Hierzu war es ihrer Ansicht nach notwendig, sämtliche Grundbegriffe des Rechts neu zu durchdenken. Abstrakte und ihrer Ansicht nach inhaltsleere („blutleere“) sowie „liberalistische“ oder „rationalistische“ Begriffe wie „Eigentum“, „Subjektives Recht“ oder „Rechtsgut“ sollten hierbei durch neue Konstruktionen ersetzt werden. Dieses Selbstverständnis der Kieler Schule wurde in dem von Karl Larenz verfassten Vorwort zu dem Gemeinschaftswerk „Grundfragen der neuen Rechtswissenschaft“ wie folgt zusammengefasst: 

„Es ist die gemeinsame Überzeugung der Mitarbeiter des Bandes, daß die deutsche Rechtswissenschaft an einem Wendepunkt ihrer Entwicklung steht, daß sie von Grund auf neu zu beginnen hat, daß sie aber auch dazu berufen ist, voranzugehen in dem Ringen unserer Zeit um das artgemäße deutsche Rechtsdenken, das 'konkret' und 'ganzheitlich' zugleich ist.“

### Allgemeines und Methodik
Das „völkische“ Rechtsdenken der Kieler Schule zeichnete sich insbesondere auch durch eine Ablehnung rationaler Auslegungsmethoden aus. Larenz entwickelte zu diesem Zweck in bewusster Abgrenzung zu den „abstrakt allgemeinen Begriffen“ (Larenz) der „überkommenen“ Rechtslehre seine Lehre von den „konkret allgemeinen“ Begriffen und berief sich hierzu vor allem auf die Logik Georg Wilhelm Friedrich Hegels. Ganz ähnlich verlangten auch Georg Dahm und Friedrich Schaffstein den Verzicht auf klare begriffliche Abgrenzungen und ihre Ersetzung durch eine „ganzheitliche und zugleich konkrete“ Wesensschau. In bewusster Abkehr von der traditionellen Logik – Widersprüche auf dem Boden des „überwundenen“ rationalen Denkens hierbei in Kauf nehmend – definierte Larenz das „Wesen“ der konkret-allgemeinen Begriffe folgendermaßen:

„Die Einheit des konkret-allgemeinen Begriffs ist so nicht die formale Dieselbigkeit, sondern die konkrete Einheit des den Unterschied in sich bewahrenden, gegliederten Ganzen.“

Die Mitglieder der Kieler Schule – insbesondere Dahm und Schaffstein – betonten die Eigenständigkeit ihres methodologischen Ansatzes. Sie wiesen die von Erich Schwinge und Leopold Zimmerl behaupteten Ähnlichkeiten ihres Denkens mit der Phänomenologie Edmund Husserls explizit zurück und betonten die Unterschiede zwischen ihrer Konzeption des „konkret allgemeinen Begriffes“ und dem „konkreten Ordnungsdenken“ Carl Schmitts. Trotz dieses Selbstverständnisses wurden bereits in der zeitgenössischen Literatur vielfach Verbindungslinien zum konkreten Ordnungsdenken Carl Schmitts gezogen. Entsprechende Vergleiche wurden auch in der modernen Forschungsliteratur, beispielsweise von Bernd Rüthers, angestellt. Im Gegensatz zu Dahm und Schaffstein bekannte sich Karl Larenz – wie bereits sein akademischer Lehrer Julius Binder – offen zum Neuhegelianismus. Hubert Kiesewetter zählte in seiner Monographie Von Hegel zu Hitler aus dem Jahre 1974 auch Dahm und Schaffstein zu den Neuhegelianern, eine Betrachtung, der Larenz selbst noch kurz vor seinem Tod entgegentrat. Seiner Ansicht nach hätten Dahm und Schaffstein von Hegel „nichts wissen wollen“.
Die rechtswissenschaftlichen Beiträge der Kieler Schule waren nicht nur von rein akademischer Bedeutung, sondern lieferten auch der Rechtsprechung Auslegungstechniken und Argumentationsmuster zur Umgestaltung der bestehenden Rechtsordnung im Sinne der „nationalsozialistischen Rechtsidee“. Daneben bemühte sich insbesondere Karl August Eckhardt um eine Reform der juristischen Ausbildung. Unter anderem regte er an, die Unterscheidung zwischen öffentlichem und privaten Recht aus der juristischen Ausbildung verschwinden zu lassen und den Lehrplan entsprechend der nationalsozialistischen Weltanschauung zu reformieren. Eckharts Pläne fanden ihren Niederschlag in den Richtlinien des Wissenschaftsministeriums für das Studium der Rechtswissenschaft vom 18. Januar 1935.
Die theoretischen Diskussionsbeiträge der Kieler Schule bewegten sich auf einer sehr allgemeinen Ebene. Im Vordergrund stand die Herausbildung der allgemeinen Grundlagen der eingeforderten „neuen Rechtswissenschaft“, vor allem in den Bereichen des Zivilrechts (Karl Larenz, Wolfgang Siebert), der Rechtsphilosophie (Karl Larenz), des Strafrechts (Georg Dahm, Friedrich Schaffstein) und des Staatsrechts (Ernst Rudolf Huber). Zu einer eingehenden rechtsdogmatischen Bearbeitung von Einzelproblemen kam es seitens der Kieler Schule hingegen nicht.

### Zivilrecht und Öffentliches Recht
Im Bereich des Zivilrechts widmete sich die Kieler Schule vor allem der „Überwindung“ des „individualistischen“ Begriffs des subjektiven Rechts und seine Ersetzung durch die sogenannte „konkrete Rechtsstellung des Volksgenossen“. So hieß es beispielsweise bei Larenz in dessen Aufsatz „Rechtsperson und subjektives Recht“ aus dem Jahre 1935: 

„Nicht als Individuum, als Mensch schlechthin […] habe er Rechte und Pflichten und die Möglichkeit, Rechtsverhältnisse zu gestalten, sondern als Glied (..) der Volksgemeinschaft. Nur als Glied der Volksgemeinschaft habe er seine Ehre, genieße er Achtung als Rechtsgenosse.“

Larenz schlug deshalb vor, die grundlegende Vorschrift des § 1 BGB, wonach die Rechtsfähigkeit des (also jedes) Menschen mit der Vollendung der Geburt beginnt, wie folgt zu ändern: 

„Rechtsgenosse ist nur, wer Volksgenosse ist; Volksgenosse ist, wer deutschen Blutes ist.“

Ernst Rudolf Huber – ein Schüler Carl Schmitts – war während der NS-Zeit einer der führenden deutschen Staatsrechtler. Ähnlich wie Karl August Eckhardt hielt auch er eine übertriebene Unterscheidung zwischen öffentlichem und privaten Recht für einen überwundenen Bestandteil des bürgerlichen Rechtsstaates. Er schlug deshalb vor, die Begriffe Privatrecht und öffentliches Recht durch die Begriffe des „hoheitlichen“ und des „völkischen“ Rechts zu ersetzen. Überwunden sei insbesondere die Tendenz des bürgerlichen Rechtsstaates, auch öffentliche Institutionen dem Primat des „individualistischen“ Privatrechtsdenkens unterzuordnen. Der völkische Staat betone demgegenüber die Verpflichtung des Einzelnen gegenüber der „völkischen“ Gemeinschaft. Alle vormals privatrechtlichen Institute stünden somit unter den leitenden Prinzipien der Hoheit und der Führung. Als Konsequenz aus diesen Grundgedanken folgte für Huber die Nichtexistenz individueller Grund- und Freiheitsrechte. So hieß es 1937 in seinem Werk „Verfassung“:

„Insbesondere die Freiheitsrechte des Individuums […] sind mit dem Prinzip des völkischen Rechts nicht vereinbar. Es gibt keine persönliche, vorstaatliche und außerstaatliche Freiheit des Einzelnen, die vom Staat zu respektieren wäre.“

### Strafrecht
Am einflussreichsten waren die Kieler Erneuerungsbemühungen auf dem Gebiet des Strafrechts. Das Bestreben der Strafrechtler Georg Dahm und Friedrich Schaffstein war es, in scharfer Abgrenzung von der „überkommenen“ juristischen Methodik, eine spezifisch nationalsozialistische Strafrechtsdogmatik zu entwickeln. Hierbei setzen sie unter anderem auf eine „ganzheitliche und konkrete Wesensschau“ als obersten Auslegungsgrundsatz (1), auf an mittelalterliche Rechtsvorstellungen anknüpfende „Ehrenstrafen“ (2) und auf einen materiellen Verbrechensbegriff, in dem die in der Strafrechtsdogmatik bisher übliche – „gekünstelte und lebensfremde“ – Differenzierung zwischen Tatbestand, Rechtswidrigkeit und Schuld aufgehoben sein sollte (3). Die Herausarbeitung eines materiellen Verbrechensbegriffs ging einher mit der Betrachtung des Verbrechens als „Verrat“ (Dahm) bzw. als „Pflichtverletzung gegenüber der völkischen Gemeinschaft“ (Schaffstein), das die herkömmliche Betrachtung des Verbrechens als Verletzung bestimmter Rechtsgüter vollständig ersetzen sollte. Das folgende Zitat Georg Dahms aus seinem Aufsatz „Verbrechen und Tatbestand“ (1935) illustriert die Radikalität dieser Ansätze:

„Begriff und Wort des Tatbestandes sollten aus der Strafrechtsdogmatik verschwinden.“

Auf den Konzepten des „Verrats“ und der „Pflichtverletzung“ aufbauend, entwickelten Dahm und Schaffstein zudem die Grundzüge eines „ganzheitlichen und konkreten“ Täterstrafrechts. Dies geschah in bewusster Abgrenzung von den täterstrafrechtlichen Ansätzen Franz von Liszts, dessen Tätertypenlehre Schaffstein als „rationalistisch“ und „utilitaristisch“ verwarf. Die Tätertypenlehre der Kieler Schule verzichtete zugunsten eines „volkstümlichen und unverbildeten“ Denkens gänzlich auf eine psychologische Erforschung der Persönlichkeit des Täters. Stattdessen sollte auch hier auf die Methode der „Wesensschau“ zurückgegriffen werden.
Die von der Kieler Schule entwickelten Ansätze wurden im zeitgenössischen Schrifttum sehr unterschiedlich rezipiert und bewertet. Scharfe Kritik widerfuhr insbesondere den strafrechtlichen Theorien Dahms und Schaffsteins, die von Erich Schwinge und Leopold Zimmerl als strafrechtlicher Irrationalismus gegeißelt wurden. Häufiger waren jedoch vermittelnde Positionen, die einerseits bestimmte Ansätze der Kieler Schule übernahmen, sie aber in den Rahmen der „überkommenen“ juristischen Begriffe einzubetten versuchten. So hatte Edmund Mezger an Schaffsteins Versuchen, die Grenzziehung zwischen Rechtswidrigkeit und Schuld aufzuheben und an der ersatzlosen Streichung des Begriffes Rechtsgut durch das Konzept der sogenannten „Pflichtwidrigkeit“ Anstoß genommen, gleichzeitig jedoch Teile dieses Ansatzes in seine eigene Konzeption der „Straftat als Ganzes“ übernommen.

## Das Ende der Kieler Schule
Das Projekt der Kieler Schule endete bereits vor 1945. Dies hatte zum einen rein personelle Gründe: Die beteiligten Professoren lehrten mit Ausnahme von Larenz, Dahm und Schaffstein schon im Wintersemester 1937/38 nicht mehr in Kiel. Die übrigen Dozenten wurden an andere Universitäten versetzt, da im Kultusministerium Bedenken aufgekommen waren, ob es bei dem allgemein herrschenden Mangel an politisch konformen Nachwuchskräften sinnvoll sei, die systemergebenen Rechtslehrer alle an einer einzigen Fakultät zu konzentrieren. 1939 wechselte sodann auch Dahm an die Universität Leipzig. Schaffstein wurde 1941 an die Universität Straßburg berufen, so dass als einziges Mitglied der Kieler Schule Karl Larenz in Kiel verblieb. Schon allein deshalb war es den Mitgliedern der Bewegung natürlich nicht möglich, die im Vorwort des Gemeinschaftswerkes Grundfragen der neuen Rechtswissenschaft angestrebte enge Zusammenarbeit aufrechtzuerhalten.
Auch inhaltlich nahmen einige Mitglieder der Kieler Schule – insbesondere Georg Dahm und Friedrich Schaffstein – spätestens ab 1938 einige Positionen, die sie zuvor vertreten hatten, teilweise wieder zurück. Diese Rücknahme ist auch auf die scharfe Kritik zurückzuführen, auf die die Ansätze der „Kieler“ gestoßen waren. Insbesondere Erich Schwinge und Leopold Zimmerl hatten den methodologischen Ansatz Dahms und Schaffsteins in Bausch und Bogen verworfen und ihnen vorgeworfen, einen „strafrechtlichen Irrationalismus“ zu vertreten. Dahm und Schaffstein reagierten auf diese Kritik. Hatte Dahm 1935 die strafrechtliche Kategorie des Tatbestandes noch gänzlich abschaffen wollen, so erklärte er nun, lediglich eine „Akzentverschiebung“ vorgenommen haben zu wollen. Ähnliche Relativierungen erfolgten im Bereich der Lehre vom „Rechtsgut“ und der strafrechtlichen Systematik (Unterscheidung zwischen Rechtswidrigkeit und Schuld). Den späteren Veröffentlichungen (nach 1935) von Karl Larenz lassen sich hingegen keine entsprechenden Positionswechsel entnehmen.
Mitglieder der Kieler Schule hatten aufgrund ihrer zur Zeit des Nationalsozialismus vertretenen Rechtsauffassungen in der Nachkriegszeit teilweise größere Probleme, wieder in der Wissenschaft akzeptiert zu werden. Das einzige ehemalige Mitglied der Kieler Schule, das sich öffentlich und selbstkritisch – wenn auch erst in den 1990er Jahren – zu seiner nationalsozialistischen Vergangenheit bekannte, war dabei Friedrich Schaffstein, der in der Nachkriegszeit zu einem der einflussreichsten Jugendstrafrechtler avancierte. Karl Larenz äußerte sich öffentlich niemals bezüglich seiner Verstrickungen in die NS-Lehre, sondern ging zur wissenschaftlichen Tagesordnung über und wurde nach 1945 schon bald wieder einer der führenden deutschen Zivilrechtler. Erst nach seinem Tod veröffentlichte der Göttinger Professor Ralf Dreier einen an ihn gerichteten Brief von Karl Larenz, in dem dieser einerseits einräumte, in den Jahren nach 1933 zu blauäugig gewesen zu sein, andererseits jedoch bestritt, als Neuhegelianer überhaupt einen nennenswerten Einfluss gehabt zu haben.
Huber war es nach 1945 lange Zeit nicht möglich, seine akademische Karriere fortzusetzen. Schließlich gelang es aber auch ihm, sich wieder wissenschaftlich zu etablieren. Besondere Anerkennung fand vor allem ein von ihm verfasstes mehrbändiges Werk zur deutschen Verfassungsgeschichte, das als Standardwerk dieser Disziplin angesehen wird.
Georg Dahm, der als Strafrechtler nach dem Krieg diskreditiert war, widmete sich nach 1945 vornehmlich dem Völkerrecht. Als charakteristisch für den Umgang mit der eigenen wissenschaftlichen Vergangenheit mag eine Bemerkung Georg Dahms in der dritten Auflage seines rechtswissenschaftlichen Grundlagenwerkes „Deutsches Recht“ (1963) dienen:

„Über den Nationalsozialismus zu sprechen ist es noch nicht an der Zeit. […] Maßloser Überschätzung ist die maßlose Verwerfung und Herabsetzung […] gefolgt. […] Weder die eine noch die andere Betrachtungsweise scheint uns angemessen zu sein.“

Die Universität Kiel setzte sich nach 1945 wiederholt kritisch mit ihrer eigenen Geschichte zur Zeit des Nationalsozialismus auseinander. Den Anfang machte Erich Döhrings „Geschichte der juristischen Fakultät 1665–1965“ aus dem Jahre 1965. Des Weiteren beschäftigte sich vor allem der Rechtshistoriker Jörn Eckert in mehreren Aufsätzen mit Geschichte und Wirkung der Kieler Schule. 1995 schließlich erschien ein von dem Kieler Soziologen Hans-Werner Prahl herausgegebener Sammelband mit dem Titel „Uni-Formierung des Geistes. Universität Kiel im Nationalsozialismus“, der eine fakultätsübergreifende Darstellung vornimmt.

### Sekundärliteratur (Auswahl)
- Jörn Eckert: Was war die Kieler Schule? In: Franz Jürgen Säcker: Recht und Rechtslehre im Nationalsozialismus. Nomos VG, Baden-Baden 1992, ISBN 3-7890-2452-X.
- Ders.: „Hinter den Kulissen“. Die Kieler Rechtswissenschaftliche Fakultät im Nationalsozialismus, in: Christiana Albertina. Forschungen und Berichte aus der Christian-Albrechts-Universität zu Kiel, Bd. 58 (2004), S. 18–32 (online, abgerufen am 3. August 2020).
- Ralf Frassek: Karl Larenz (1903–1993) – Privatrechtler im Nationalsozialismus und Nachkriegsdeutschland. In: Juristische Schulung. (JuS), 1998, S. 296 ff.
- Ewald Grothe: Zwischen Geschichte und Recht. Deutsche Verfassungsgeschichtsschreibung 1900–1970, Oldenbourg, München 2005 (= Ordnungssysteme, 16), ISBN 3-486-57784-0, S. 168–172.
- Ingo Müller: Furchtbare Juristen. Kindler-Verlag, München 1987, ISBN 3-463-40038-3.
- Martin Otto: Die Kieler Schule. In: NJW-Aktuell. Heft 35/2005, S. XVIII ff.
- Bernd Rüthers: Entartetes Recht. Rechtslehren und Kronjuristen im Dritten Reich. 2. Auflage. C. H. Beck, München 1989, ISBN 3-406-32999-3.
- Christina Wiener: Kieler Fakultät und ‚Kieler Schule‘. Die Rechtslehrer an der Rechts- und Staatswissenschaftlichen Fakultät zu Kiel in der Zeit des Nationalsozialismus und ihre Entnazifizierung, Nomos, Baden-Baden 2013, ISBN 978-3-8329-7884-6.